# 쿠지민키역
쿠지민키역(러시아어: Кузьминки)은 모스크바 지하철 타간스코 크라스노프레스넨스카야 선의 역이다.

## 역사
1966년 12월 31일에 개장하였다.

## 지리
쿠지민키 역은 지면에 옅은 유리로 된 전각들이 있는 젤레노돌스카야, 바실리 추이코프, 지굴렙스카야 거리에 접근할 수 있는 볼고그라드스키 거리 하부에 지하철과 연계된 두 개의 지하 전각들을 가지고 있다. 쿠지민키까지 그 선은 볼고그라드스키 거리를 따라 남동쪽으로 이어진다.

## 디자인
쿠지민키 역은 1960년대의 전형적인 기둥과 삼각형의 조화를 이룬 디자인으로(건축가 L.A.) 수수한 테마를 가지고 있다. 벽에는 하얀 마름모꼴 기둥과 크레미, 붉은 색 세라믹 타일의 샤구리나가 장식되어 있는데, 숲속 동물(예술가 G.G. Derviz)의 모습이 담긴 주물 바릴리프로 장식되어 있다. 바닥은 회색과 붉은색 화강암으로 덮여 있다.